# El Observador (Chile)
El Observador es un periódico chileno editado en Quillota, en la Región de Valparaíso. Es miembro de la Asociación Nacional de la Prensa y circula los viernes en su edición física. Mientras que los lunes, martes y miércoles, lo hace de manera digital.
El periódico también es propietario de las radios Quillota y Observador.Actualmente el medio se ha diversificado a otras plataformas, tales como web y radio.

## Historia
El primer número de El Observador circuló el 26 de septiembre de 1970, y fue fundado por Roberto Silva Bijit. En su primer año los ejemplares eran impresos en los talleres del diario La Unión en Valparaíso. En enero de 1972 se inauguraron sus nuevas dependencias que poseían una imprenta propia.
En 1986 el periódico adoptó el sistema offset y adquirió equipos computacionales. En 1994 comenzó a imprimir sus primeras páginas en color.
En julio de 2004 inició la publicación de El Observador de Aconcagua, una edición para las provincias de San Felipe y Los Andes.